# Acacia quadrimarginea
Acacia quadrimarginea — вид квіткових рослин з родини бобових. Ареал: Австралія (Західна Австралія).

## Середовище
Вид поширений на граніті, але також зустрічається на піску та глині, і його часто можна побачити вздовж струмків на скелястих пагорбах.

## Біоморфологічна характеристика
Вид росте невеликим деревом до шести метрів заввишки, а часто й ширше, ніж у висоту. Філодії зелені зі слабким червоним краєм, довжиною до десяти сантиметрів, злегка зігнуті. Квітки жовті, зібрані в циліндричні китиці. Стручки чотиригранні, товсті, до п'ятнадцяти сантиметрів завдовжки.